# Mormyrops intermedius
Mormyrops intermedius är en fiskart som beskrevs av Decio Vinciguerra 1928. Mormyrops intermedius ingår i släktet Mormyrops och familjen Mormyridae. IUCN kategoriserar arten globalt som otillräckligt studerad. Inga underarter finns listade i Catalogue of Life.